# DeurneWiki
DeurneWiki is een wikiproject op het internet waarin informatie over de Nederlandse gemeente Deurne (de Noord-Brabantse plaats Deurne en haar kerkdorpen) wordt opgenomen.

## Algemeen
DeurneWiki is een door Heemkundekring H.N. Ouwerling in Deurne beheerde interactieve Nederlandstalige online-encyclopedie, voornamelijk bedoeld voor (ex-)Deurnenaren: personen die op een of andere manier een band hebben met Deurne en haar kerkdorpen.
Op 11 april 2010 werd DeurneWiki met ruim 1400 artikelen tijdens een bijeenkomst in het Heemhuis te Deurne door burgemeester Daandels van Deurne gelanceerd. Op dat moment was de heemkundekring H.N. Ouwerling de eerste heemkundekring in Nederland die het Wiki-concept gebruikte voor het ontsluiten van haar kennis.

## Ontstaan
DeurneWiki was een initiatief van kringlid Theo Vosmeer en werd technisch gerealiseerd door vrijwilliger Joost de Haan. Er werd een stuurgroep van acht personen opgestart die de technische realisatie, architectonische opbouw en vulling van content moest begeleiden. In dat proces heeft met name kringlid Pieter Koolen het voortouw genomen en een belangrijke bijdrage geleverd aan de totale opzet en categorisering van DeurneWiki.
Na de lancering werd DeurneWiki voor de heemkundekring H.N. Ouwerling en de Deurnese gemeenschap een facilitair instrument om zo veel mogelijk historische feiten, foto's, dia's, film- en videobeelden etc. te ontsluiten en via het internet toegankelijk te maken.

## Erkenning
Op 14 november 2010 won DeurneWiki de Willy Knippenbergprijs en kreeg daarmee provinciale betekenis. De toekenning was volgens de jury onomstreden. Tijdens de Erfgoedparade, het prijzengala voor cultureel erfgoed in de provincie Noord-Brabant in schouwburg De Lievekamp in Oss op 10 januari 2011, werd door Schatten van Brabant aan DeurneWiki een extra aanmoedigingsprijs toegekend voor een vervolgtraject in de lijn van het thema. is een programma van de Provincie Noord-Brabant.
Op 14 februari 2012 won DeurneWiki de publieksprijs van de Geschiedenis Online Prijs 2011 en kreeg daarmee ook nationale erkenning.